# Vladimirellus socors
Vladimirellus socors är en skalbaggsart som beskrevs av Vladimir Balthasar 1967. Vladimirellus socors ingår i släktet Vladimirellus och familjen Aphodiidae. Inga underarter finns listade i Catalogue of Life.